# Prinsesse Caroline Mathilde Alper
Prinsesse Caroline Mathilde Alper är en bergstopp i Grönland (Kungariket Danmark). Den ligger i den nordöstra delen av Grönland, 2 100 km nordost om huvudstaden Nuuk. Toppen på Prinsesse Caroline Mathilde Alper är 1 176 meter över havet, eller 64 meter över den omgivande terrängen. Bredden vid basen är 0,48 km.
Terrängen runt Prinsesse Caroline Mathilde Alper är huvudsakligen kuperad.  Trakten runt Prinsesse Caroline Mathilde Alper är nära nog obefolkad, med mindre än två invånare per kvadratkilometer. Det finns inga samhällen i närheten. Trakten runt Prinsesse Caroline Mathilde Alper är permanent täckt av is och snö.